# Нью-Балтимор (Вірджинія)
Нью-Балтимор (англ. New Baltimore) — переписна місцевість (CDP) в США, в окрузі Фокір штату Вірджинія. Населення — 11 251 особа (2020).

## Географія
Нью-Балтимор розташований за координатами 38°44′8″ пн. ш. 77°43′13″ зх. д. / 38.73556° пн. ш. 77.72028° зх. д. (38.735555, -77.720270).  За даними Бюро перепису населення США в 2010 році переписна місцевість мала площу 31,75 км², з яких 31,10 км² — суходіл та 0,66 км² — водойми.

## Демографія
Згідно з переписом 2010 року, у переписній місцевості мешкало 8119 осіб у 2679 домогосподарствах у складі 2299 родин. Густота населення становила 256 осіб/км².  Було 2772 помешкання (87/км²).
Расовий склад населення:
| - 90,2 % — білих - 4,3 % — чорних або афроамериканців - 1,9 % — азійців - 0,2 % — корінних американців - 1,2 % — осіб інших рас |

До двох чи більше рас належало 2,1 %. Частка іспаномовних становила 5,0 % від усіх жителів.
За віковим діапазоном населення розподілялося таким чином: 29,0 % — особи молодші 18 років, 60,7 % — особи у віці 18—64 років, 10,3 % — особи у віці 65 років та старші. Медіана віку мешканця становила 40,9 року. На 100 осіб жіночої статі у переписній місцевості припадало 101,9 чоловіків;  на 100 жінок у віці від 18 років та старших — 99,4 чоловіків також старших 18 років.
Середній дохід на одне домашнє господарство  становив 145 341 долар США (медіана — 122 863), а середній дохід на одну сім'ю — 156 074 долари (медіана — 130 195). Медіана доходів становила 93 077 доларів для чоловіків та 65 200 доларів для жінок. За межею бідності перебувало 3,9 % осіб, у тому числі 2,5 % дітей у віці до 18 років та 4,7 % осіб у віці 65 років та старших.
Цивільне працевлаштоване населення становило 4343 особи. Основні галузі зайнятості: науковці, спеціалісти, менеджери — 24,0 %, освіта, охорона здоров'я та соціальна допомога — 18,9 %, публічна адміністрація — 11,4 %, роздрібна торгівля — 9,9 %.